# Parti vert du Nouveau-Brunswick
Le Parti vert du Nouveau-Brunswick (en anglais : Green Party of New Brunswick) a été formé en 2008. C'est un parti politique vert enregistré au Nouveau-Brunswick (Canada),. Le parti fait élire son premier député, son chef David Coon, lors des élections générales de 2014, et a actuellement deux députés à l'Assemblée législative du Nouveau-Brunswick.

## Histoire
Un congrès de fondation est tenu le 15 novembre 2008 à Moncton, où les membres adoptent une constitution et une charte de principes pour guider le développement des politiques et plateformes ; un exécutif de douze membres est élu.
Le 19 septembre 2009, Jack MacDougall est élu premier chef du parti par acclamation. MacDougall, un enseignant ainsi qu'un organisateur politique et communautaire, est avant tout connu pour sa campagne de financement destinée à l'achat et à la restauration du Théâtre Impérial de Saint-Jean. Jack MacDougall démissionne le 12 septembre 2011.
Avant les élections générales de 2014, le parti présente un programme axé sur le développement durable, s'opposant aux coupes à blanc, aux gaz de schiste et à l'oléoduc Énergie Est. Il s'engage aussi à améliorer l'accès aux soins de santé et à l'avortement. David Coon, qui était à la tête du parti depuis le 22 septembre 2012, est élu dans la circonscription de Fredericton-Sud et devient le premier député vert à l'Assemblée législative du Nouveau-Brunswick.
Lors des élections générales de 2018, le parti obtient presque 12 % des appuis, s'affirmant comme un parti incontournable. Il fait réélire son chef mais obtient également deux autres députés, dans un contexte de gouvernement minoritaire : Megan Mitton et Kevin Arseneau, premier député vert francophone du Canada, toutes provinces confondues.
Lors des élections générales de 2020, le parti obtient plus de 15% des votes, devenant la troisième force politique. Son chef et ses deux députés ont été réélus. Le parti vert fut le seul parti à présenter plus de 50% de candidates, avec notamment des candidatures 100% féminines pour la région du Grand-Moncton.

### Chef du parti
| Nom                     | Chef                            |
| ----------------------- | ------------------------------- |
| Mike Milligan (intérim) | 2008 - mai 2009                 |
| Erik Millett (intérim)  | Mai - septembre 2009            |
| Jack MacDougall         | Septembre 2009 - septembre 2011 |
| Greta Doucet (intérim)  | Septembre 2011 - septembre 2012 |
| David Coon              | Septembre 2012 - aujourd'hui    |

## Résultats électoraux
| Élection | Candidats | Élus   | Votes  | Votes      | Votes          |
| Élection | Candidats | Élus   | Nombre | % (global) | % (où présent) |
| -------- | --------- | ------ | ------ | ---------- | -------------- |
| 2010     | 49        | 0 / 55 | 16 907 | 4,54 %     | 5,10 %         |
| 2014     | 46        | 1 / 49 | 24 582 | 6,61 %     | 7,06 %         |
| 2018     | 47        | 3 / 49 | 45 186 | 11,88 %    | 12,41 %        |
| 2020     | 47        | 3 / 49 | 57 243 | 15,24 %    | NC             |
| 2024     | 47        | 2 / 49 | 49 912 | 13,7 %     | NC             |